# 普雷桑
普雷桑（法語：Pressins，法語發音：[pʁesɛ̃]）是法国伊泽尔省的一个市镇，位于该省中北部，属于拉图尔迪潘区。

## 地理
普雷桑（45°31'32"N, 5°37'38"E）面积10.1 平方千米，位于法国奥弗涅-罗讷-阿尔卑斯大区伊泽尔省，该省份为法国东南部内陆省份，北起顺时针与安省、萨瓦省、上阿尔卑斯省、德龙省、阿尔代什省、卢瓦尔省和罗讷省。
与普雷桑接壤的市镇（或旧市镇、城区）包括：罗马尼约、沃拉讷、多菲内地区莱萨布雷、勒蓬德博瓦桑、圣让达沃拉讷、圣马丹德沃尔塞尔。

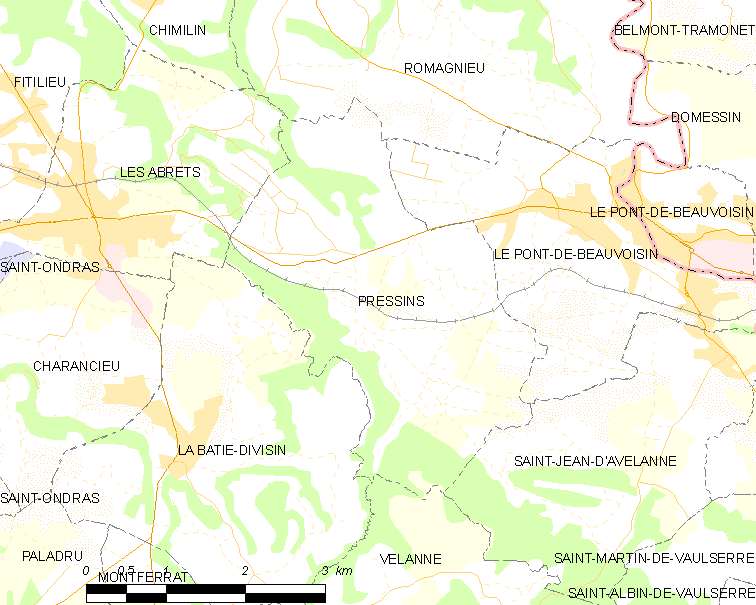
普雷桑的OSM定位图

普雷桑的时区为UTC+01:00、UTC+02:00（夏令时）。

## 行政
普雷桑的邮政编码为38480，INSEE市镇编码为38323。

## 政治
普雷桑所属的省级选区为沙特勒斯-吉耶县。

## 人口

1962-2008年间普雷桑人口变化图示

普雷桑于2022年1月1日时的人口数量为1181人。